# Мале Буяново
Мале Буя́ново (рос. Малое Буяново, чув. Пуянкасси) — присілок у складі Шемуршинського району Чувашії, Росія. Адміністративний центр Малобуяновського сільського поселення.
Населення — 429 осіб (2010; 468 у 2002).
Національний склад:
- чуваші — 100 %